# David Florence

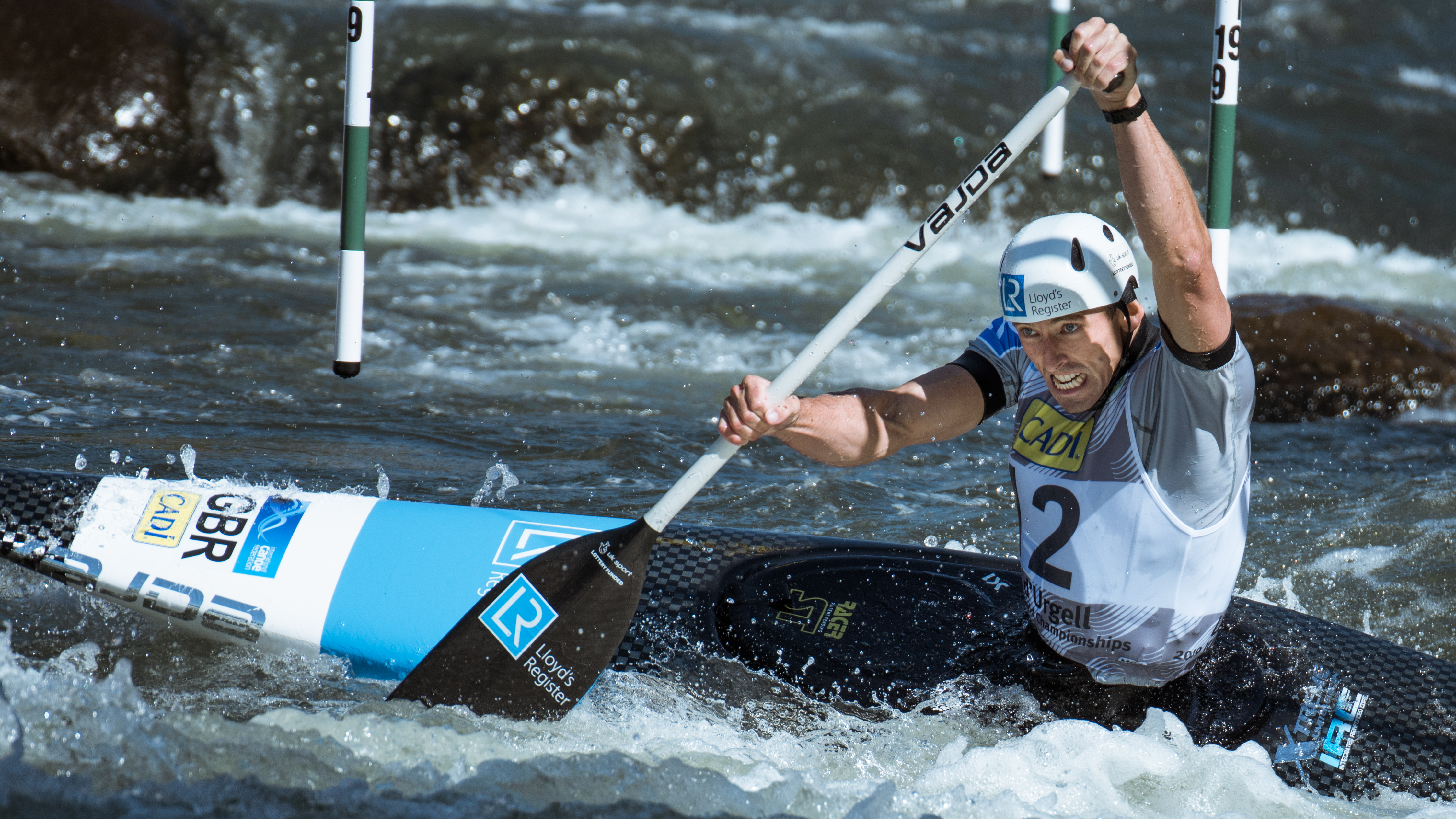
David Florence bei den Kanuslalom-Weltmeisterschaften 2019.

David Florence (* 8. August 1982 in Aberdeen) ist ein britischer Kanuslalomfahrer im Einer- und Zweier-Canadier.
David Florence aus Nottingham gehört seit Mitte der 2000er Jahre zur erweiterten Weltspitze in seiner Sportart. Er tritt für den Forth Canoe Club in Edinburgh an und wird von Mark Delaney trainiert. Florence begann 1996 mit dem Kanusport. Zunächst startete er für Union Canal und wurde von Kevin McHugh trainiert. Seit 2001 gehört der Student der Mathematischen Physik der University of Nottingham zum britischen Nationalkader. Bei der Weltmeisterschaft 2005 in Penrith belegte der Kanute mit der Mannschaft Rang sieben, im Einzel Platz 15. In La Seu d’Urgell wurde er zudem dritter in einer Weltcup-Rennen. Im folgenden Jahr belegte er bei der WM in Prag als letzter des Finaldurchgangs Platz acht. In Augsburg gewann er außerdem sein erstes uns bislang einziges Weltcup-Rennen. 
Sein bestes Ergebnis bei einer Weltmeisterschaft erreichte Florence 2007 in Foz do Iguaçu mit Platz fünf. Mit der Mannschaft belegte der Brite Platz fünf. Die Europameisterschaft verlief weniger gut, Bell wurde 20. Drei Mal wurde er Dritter in Weltcup-Rennen und belegte in der Gesamtwertung des Weltcups Rang zwei. 2008 brachte zunächst einen dritten Rang im Weltcup-Rennen von Prag. Mit der Mannschaft wurde Florence bei der Europameisterschaft in Krakau Fünfter, im Einzel 37. Das beste Ergebnis der Karriere schaffte der Brite bei den Olympischen Spielen 2008 von Peking. Florence zeigte einen starken Wettkampf. Nach der Vorrunde belegte er Platz zwei, das Halbfinale beendete er als Vierte. Im Finale fuhr er die Zweitbeste Zeit und gewann hinter Michal Martikán die Silbermedaille. 2009 gewann er die Weltcup-Gesamtwertung. Im C-2 konnte er bei den Weltmeisterschaften 2011 erstmals eine WM-Medaille gewinnen. Bei den Olympischen Sommerspielen 2012 in London trat Florence in zwei Wettbewerben an. Im C-1 wurde er Zehnter, im C-2 gewann er mit Richard Hounslow hinter seinen Landsleuten Timothy Baillie und Etienne Stott die Silbermedaille. 2016 wiederholte er bei den Olympischen Spielen in Rio de Janeiro mit Richard Hounslow den Erfolg im Zweier-Canadier, als die beiden ein weiteres die Silbermedaille gewannen. Auch im Einzel beendete Florence den Wettkampf mit Platz zehn auf demselben Rang wie schon 2012.